# Huệ Châu
Huệ Châu (tiếng Trung: 惠州市; bính âm: Hùizhōu Shì) là một địa cấp thị của tỉnh Quảng Đông, Trung Quốc. Là một phần của Đồng bằng châu thổ Châu Giang, Huệ Châu giáp thủ phủ tỉnh Quảng Châu về phía tây, Thiều Quan về phía nam, Hà Nguyên về phía đông bắc, Sán Vĩ về phía đông, Thâm Quyến và Đông Hoản về phía tây nam, và nhìn ra Biển Đông về phía nam. Từ xưa Huệ Châu có tên gọi “Lĩnh Nam Danh Quận” (岭南名郡) và “Việt Đông Môn Hộ” (粤东门户). Huệ Châu có diện tích 10.922 km², dân số năm 2020 là 6.042.852 người, trong đó 3.494.715 người sống trong vùng nội thành.
|  |  |

## Phân chia hành chính
Địa cấp thị Huệ Châu quản lý 5 đơn vị cấp huyện, bao gồm 2 quận và 3 huyện.
- Quận Huệ Thành (惠城区)
- Quận Huệ Dương (惠阳区)
- Huyện Bác La (博罗县)
- Huyện Huệ Đông (惠东县)
- Huyện Long Môn (龙门县)

## Kinh tế
Huệ Châu được hưởng lợi từ công cuộc cải cách kinh tế Trung Quốc cuối thập niên 1980. Việc bùng nổ lĩnh vực bất động sản đã thu hút đầu tư từ Hồng Kông, Đài Loan cùng với sự việc thiết lập các nhà máy của các công ty nước ngoài tại đây. Huệ Châu có ngành công nghiệp hóa dầu, công nghệ thông tin và xuất nhập khẩu.

## Giáo dục
- Đại học Huệ Châu (惠州大学)
- Đại học Phát thanh và Truyền hình Huệ Châu (惠州市广播电视大学)